# Посольство Франции в Таиланде
Посольство Франции в Таиланде (фр. Ambassade de France en Thaïlande, тайск. สถานเอกอัครราชทูตฝรั่งเศสประจำประเทศไทย) — дипломатическая миссия Франции в Таиланде. В 1857 году основан как консульство на реке Чаупхрая возле дороги Чароен-Крунг в районе Банграк в Бангкоке после подписания Договора о дружбе и торговле, который восстановил дипломатические отношения между двумя странами годом ранее. Консульство было повышено до статуса дипломатической миссии в 1892 году и посольства в 1949 году, посол участвует в продвижении политических, экономических и культурных связей между государствами.
Первоначальное здание, которое сейчас служит резиденцией посла, было построено ещё до учреждения посольства, вероятно в 1840–1850-х годах, претерпев значительные изменения между 1875 и 1894 годами, а также несколько более поздних реконструкций и реставраций. Здание признано объектом исторического наследия и получило премию ASA Architectural Conservation Award в 1984 году. Здание контрастирует с современным дизайном нового офисного здания посольства, строительство которого было завершено в 2015 году.

## История
Дипломатические отношения между Францией и Сиамом (как исторически назывался Таиланд) восходят к XVII веку, когда король Аютии Нарай обменялся послами с Людовиком XIV, но затем были разорваны, когда французы были изгнаны в ходе Сиамской революции 1688 года. В то время как французские католические священники продолжали работать в Сиаме, официальные отношения возобновились только в середине XIX века, когда король Монгкут (Рама IV, правление 1851–1868) значительно открыл страну для Запада. После подписания Договора Бауринга с Великобританией в 1855 году другие западные страны заключили аналогичные соглашения с Сиамом, которые либерализовали торговлю и предоставили несколько уступок иностранным державам, включая Францию в 1856 году. Затем Франсуа Кастельно стал французским консулом в Сиаме, и Монгкут предоставил французам в пользование участок земли у реки Чаупхрая, в районе, который сейчас известен как Банграк, для создания консульства в 1857 году.
Земельный участок имеется рядом со зданием, которое, вероятно, ранее использовалось как таможня. Вероятно, строительство датируется концом правления Рамы III и началом правления Рамы IV (конец 1840-х — начало 1850-х годов), хотя подробности насчет его конструкции и проектировщик неизвестны. Первоначально это было двухэтажное каменное сооружение с голландской двускатной крышей, демонстрирующее американское колониальное и неопалладианское влияние, типичное для ранней западной архитектуры в Сиаме. Офисы располагались на нижнем этаже, а резиденция консула — на верхнем этаже.
Права на землю были предоставлены французам королём Чулалонгкорном в 1875 году. Между 1875 и 1894 годами здание претерпело несколько изменений, в результате которых было добавлено крыльцо с римской арочной галереей на нижнем этаже, веранда на верхнем этаже и богато украшенная наружная лестница, соединяющая два этажа, а также третий этаж деревянной конструкции, окруженный решетчатым каркасом и украшенный в викторианском стиле. Дальнейшие реконструкции в 1901 году добавили заднюю пристройку с обеденным залом и другими вспомогательными зданиями. К началу XX века район Банграк стал оживлённым торговым центром благодаря развитию, которое шло вдоль дороги Чароен-Крунг. Поскольку близлежащая британская дипломатическая миссия переехала в более тихий район Флоенчит в 1922 году, французы тоже рассматривали возможность переезда, но планы так и не были реализованы. Однако позже посольство открыло второй офис возле дороги Сатхон на участке земли, который оно делило с Альянс Франсез.
Дипломатическая миссия была центром французской дипломатической деятельности в Сиаме, включая противостояния во время Франко-сиамской войны 1893 года, когда французские военные корабли поднялись по реке Чаупхрая, чтобы встать на якорь в консульстве во время инцидента в Пакнаме. Посольство было занято японскими войсками во время Второй мировой войны и возобновила работу только через несколько лет после войны, так как в посольстве было много повреждений, потребовавших масштабного ремонта. Реконструкции и реставрации проводились в течение многих лет, особенно между 1959 и 1968 годами. Последняя работа, в 2000-х годах, убрала добавленные перегородки стен, чтобы улучшить вентиляцию, главное здание теперь служит резиденцией посла и привкдено к его первоначальному состоянию. Здание получило премию ASA Architectural Conservation Award в 1984 году.
В 2011 году посольство и Alliance Française объявили о продаже своей собственности в Сатхоне. Новое офисное здание было построено в первоначальном комплексе посольства Чароен-Крунг с 2012 года и открыто в 2015 году, и все службы посольства были объединены там. Здание, спроектированное французской фирмой Aéroports de Paris, отличается современным дизайном с монолитным, призматическим внешним видом, который резко контрастирует с резиденцией посла.